# MABIC
Il MABIC (Maranello Biblioteca Cultura) o biblioteca di Maranello è un edificio adibito ad uso come biblioteca e spazio ricreativo realizzato dagli architetti Arata Isozaki e Andrea Maffei situato a Maranello e inaugurato nel novembre 2011.
Edificio costruito in stile architettonico contemporaneo si affianca ad altri edifici come la galleria del vento di Renzo Piano, la Cittadella Ferrari di Massimiliano Fuksas, e il fabbricato per l’assemblaggio dei motori di Jean Nouvel.